# Österreichischer Filmpreis 2014

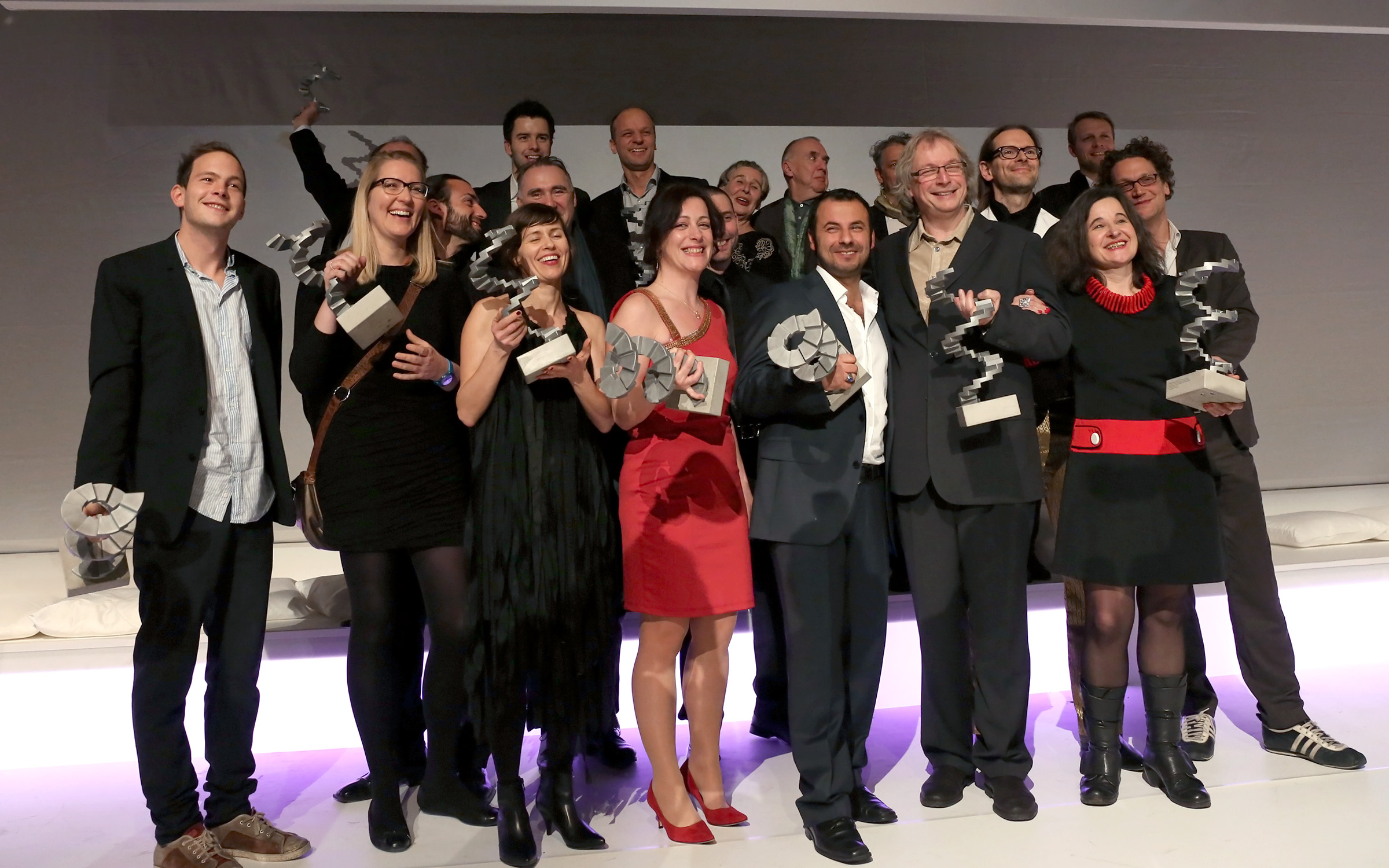
Gewinner des Österreichischen Filmpreises 2014

Die vierte Verleihung des Österreichischen Filmpreises durch die Akademie des Österreichischen Films fand am 22. Jänner 2014 im Auditorium von Schloss Grafenegg (Grafenegg) statt.

## Veranstaltung

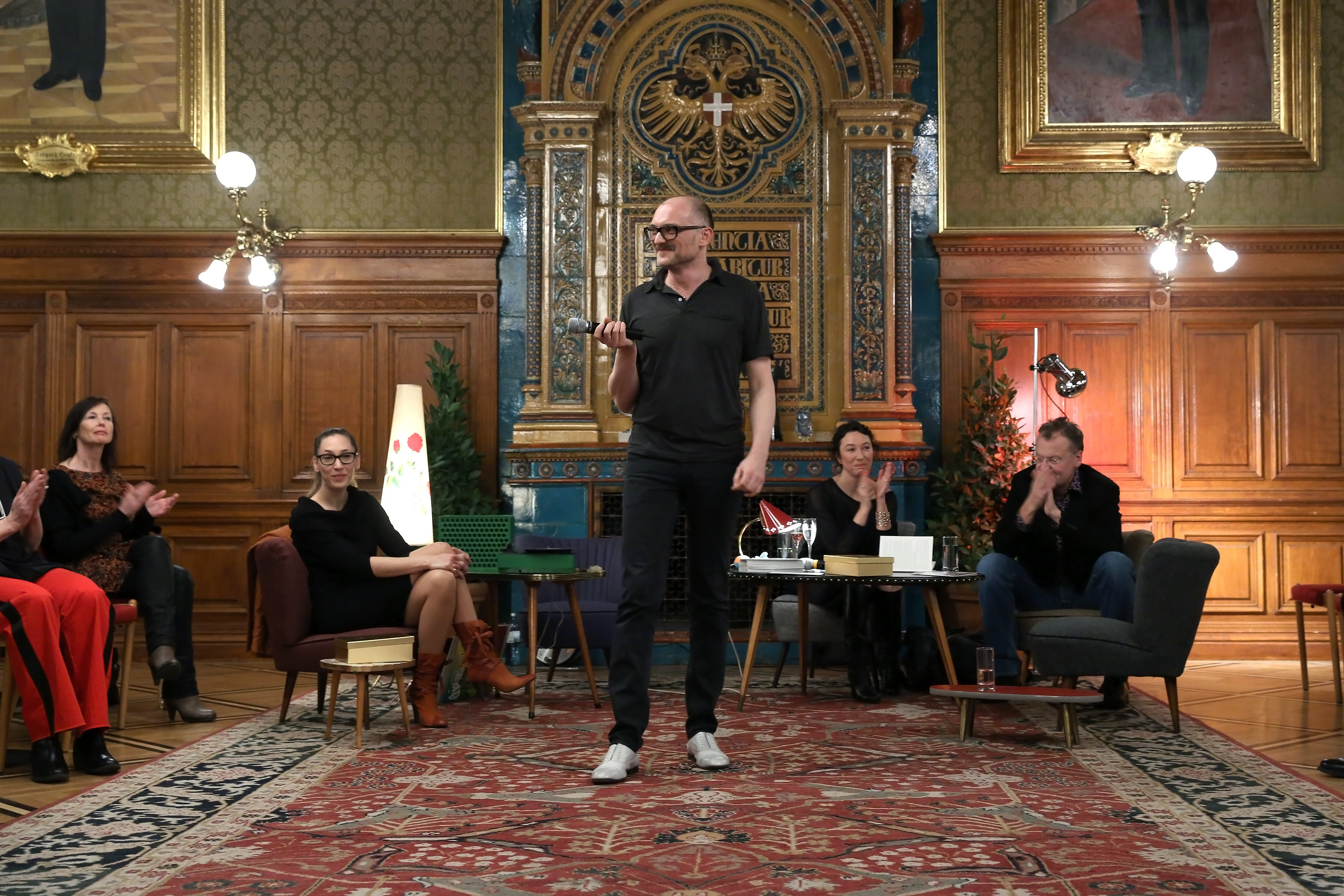
Markus Schleinzer führte durch den „Abend der Nominierten“ am Vorabend der Preisverleihung

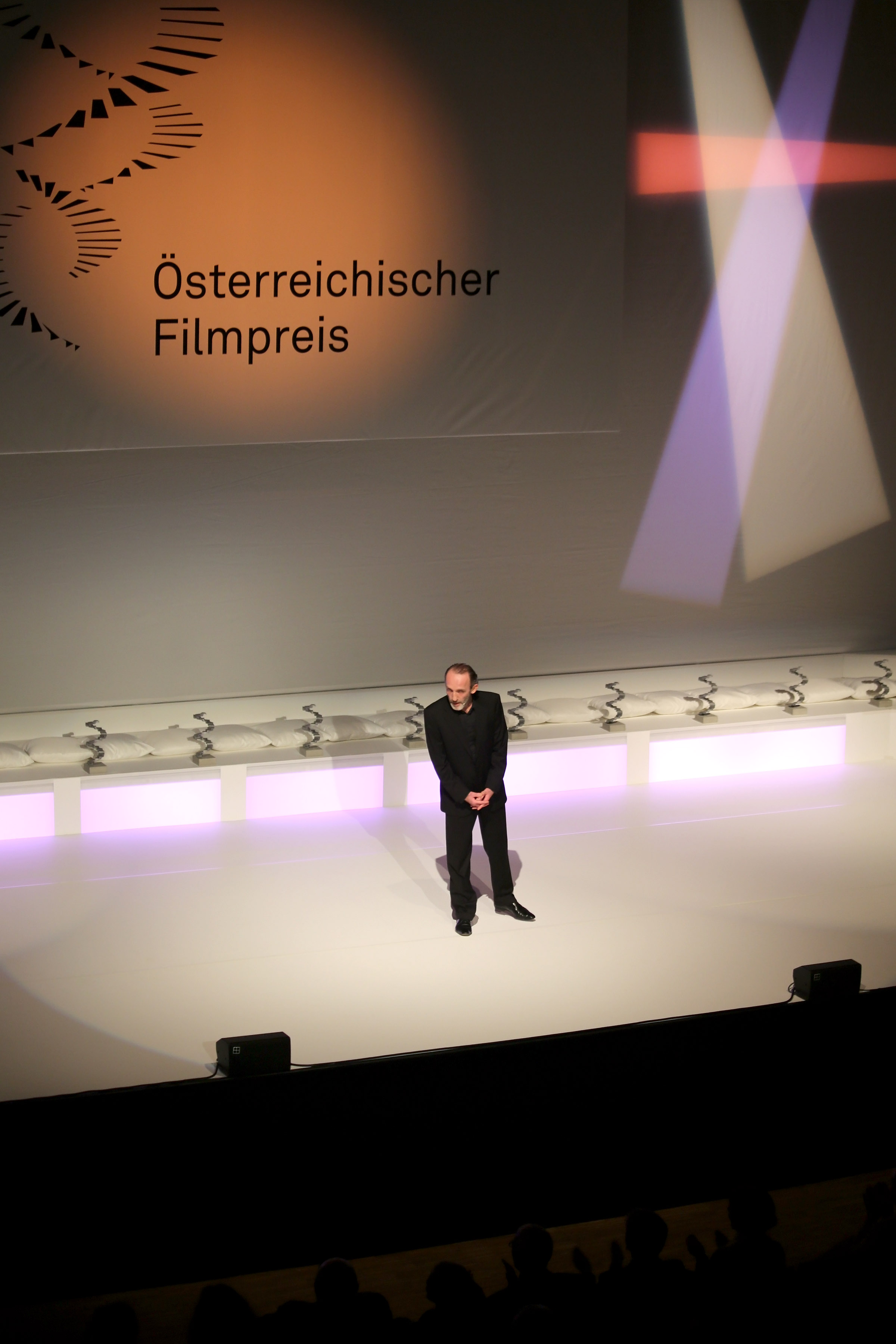
Karl Markovics präsentierte die Gewinner

Die Veranstaltung fand 2014, nach dem Odeon (2011), den Rosenhügel-Filmstudios (2012) und dem Rathaus (2013) in Wien, erstmals in Niederösterreich statt. Die Preisträger erhielten wie schon in den Vorjahren von Valie Export in Form einer aufsteigenden stufenförmigen Spirale gestaltete Trophäen. Moderiert wurde die Verleihung von Karl Markovics, Regie führte Markus Schleinzer, die Ausstattung gestaltete Gerhard Dohr und die Lichtgestaltung wurde von Dominik Danner in Kooperation mit Peter Dopplinger konzipiert. Der Schriftsteller Franz Schuh trug ein „Gastkommentar“ in Form einer Rede bei. Zum Fest im Anschluss an die Preisverleihung lud der Landeshauptmann von Niederösterreich Erwin Pröll.
Medienpartner der Akademie des Österreichischen Films war aus Anlass der Vergabe des Filmpreises abermals der Österreichische Rundfunk, der auf ORF eins, ORF 2 und ORF III schwerpunktmäßig Filme aus österreichischer Produktion sendete. Am Abend der Preisverleihung zeigte ORF 2 Anfang 80, Karl Merkatz wurde für die männliche Hauptrolle darin beim Filmpreis 2013 als bester Schauspieler ausgezeichnet, und ORF III berichtete nach einer Spezialausgabe von Kultur Heute live aus Grafenegg und zeigte im Anschluss Whores’ Glory sowie nominierte Kurzfilme. ORF eins präsentiert am 23. Jänner in der „Langen Nacht des Österreichischen Films“ Mein bester Feind, Paradies: Liebe und eine Sondersendung zum Österreichischen Filmpreis 2014.
Erstmals fand am Abend vor der Preisverleihung ein eigener „Abend der Nominierten“ statt, zu dem die Nominierten sowie Akademiemitglieder und Journalisten im kleineren Kreis eingeladen waren. Bei diesem, von Markus Schleinzer moderierten, informellen Treffen im Stadtsenatssitzungssaal des Wiener Rathauses wurden alle Nominierten vorgestellt, „bevor dann bei der Verleihung alle Blicke vor allem auf die endgültigen Preisträger/innen gerichtet sind.“

## Einreichungen, Kriterien und Nominierungen
Nominiert werden konnten Filme, deren Kinostart in Österreich in der Zeit vom 1. Dezember 2012 bis zum 30. November 2013 lag, zusätzlich waren Filme zugelassen, die vom 1. Oktober 2012 bis zum 30. November 2012 in die Kinos kamen, aber im Jahr 2012 nicht zum Auswahlverfahren
angemeldet wurden.
In den 14 Kategorien wurden jeweils drei Nominierte bestimmt. Damit ein Film nominiert werden konnte, mussten, um „eine erhebliche österreichische kulturelle Prägung des Filmes“ sicherzustellen, zumindest zwei dieser Kriterien zutreffen
- die Originalfassung des Films ist deutschsprachig
- der Regisseur kommt aus Österreich oder wohnt in Österreich
- der Produzent ist Österreicher oder wohnt in Österreich

Die Nominierungen wurden im Dezember 2013 bekanntgegeben.

## Preisträger und Nominierte

### Bester Spielfilm

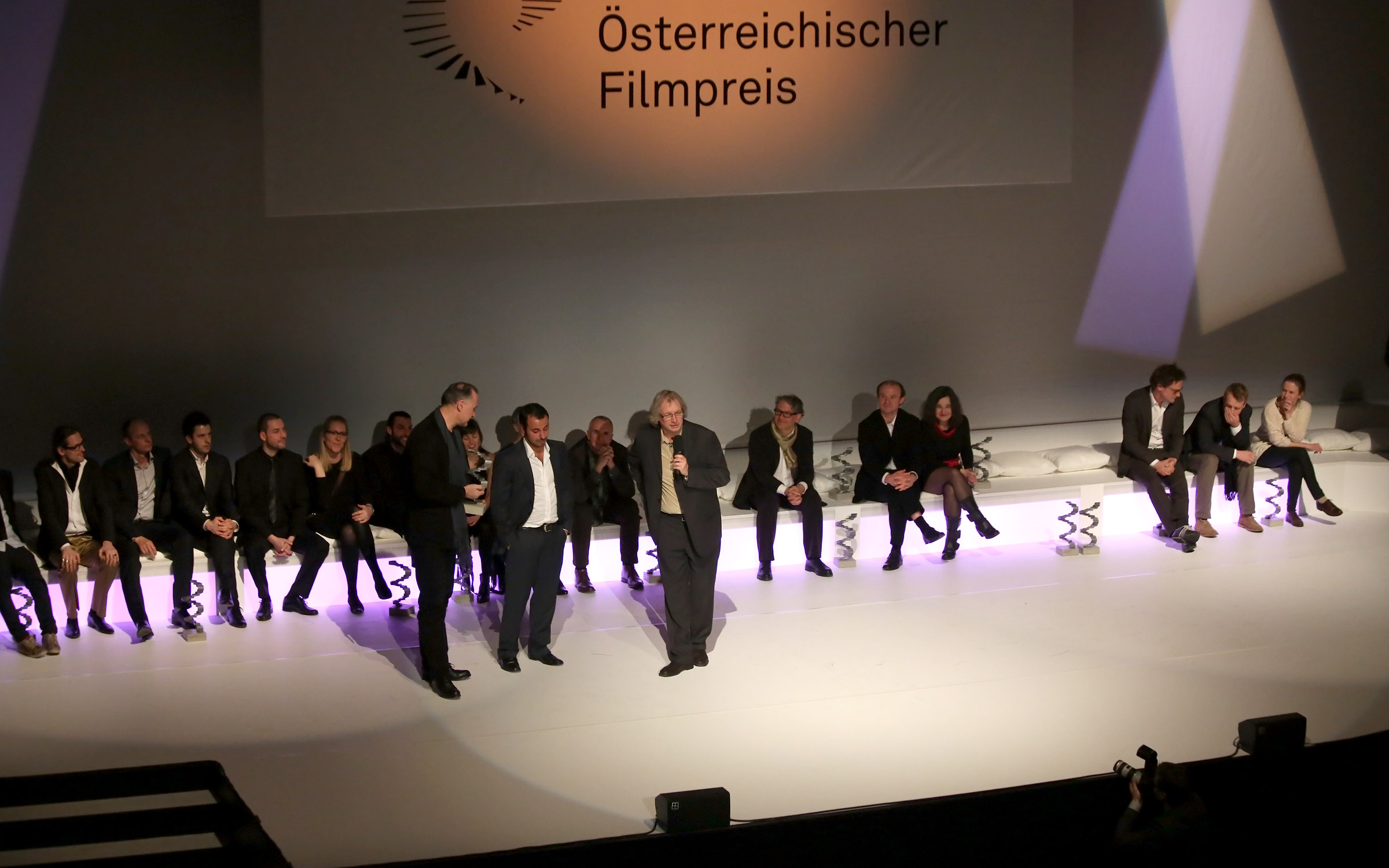
Kurt Stocker, Hüseyin Tabak und Danny Krausz

- Deine Schönheit ist nichts wert – Produzenten: Danny Krausz, Kurt Stocker, Milan Dor und Hüseyin Tabak; Regisseur: Hüseyin Tabak
  - Oktober November – Produzenten: Antonin Svoboda, Martin Gschlacht, Bruno Wagner, Götz Spielmann; Regie: Götz Spielmann
  - Soldate Jeannette – Produzenten: Katharina Posch, Daniel Hoesl, Gerald Kerkletz; Regie: Daniel Hoesl

### Bester Dokumentarfilm
- Meine keine Familie – Produzenten: Oliver Neumann, Sabine Moser, Regie: Paul-Julien Robert
  - Die 727 Tage ohne Karamo – Produzenten: Alexander Dumreicher-Ivanceanu, Bady Minck; Regie: Anja Salomonowitz
  - Alphabet – Produzenten: Mathias Forberg, Viktoria Salcher, Peter Rommel; Regie: Erwin Wagenhofer

### Bester Kurzfilm
- Erdbeerland – Regie: Florian Pochlatko
  - Spitzendeckchen – Regie: Dominik Hartl
  - Trespass – Regie: Paul Wenninger

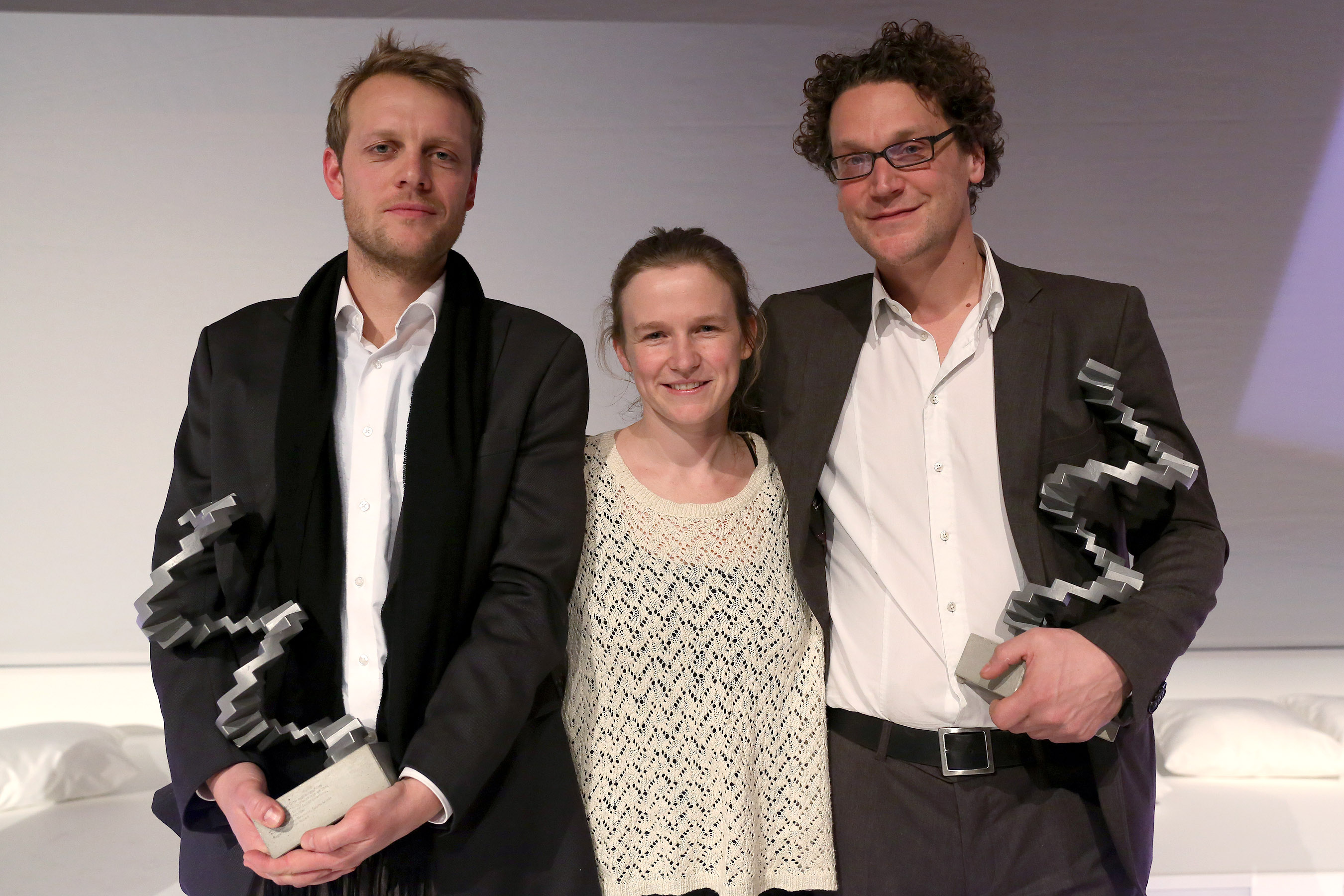
Paul-Julien Robert, Sabine Moser und Oliver Neumann
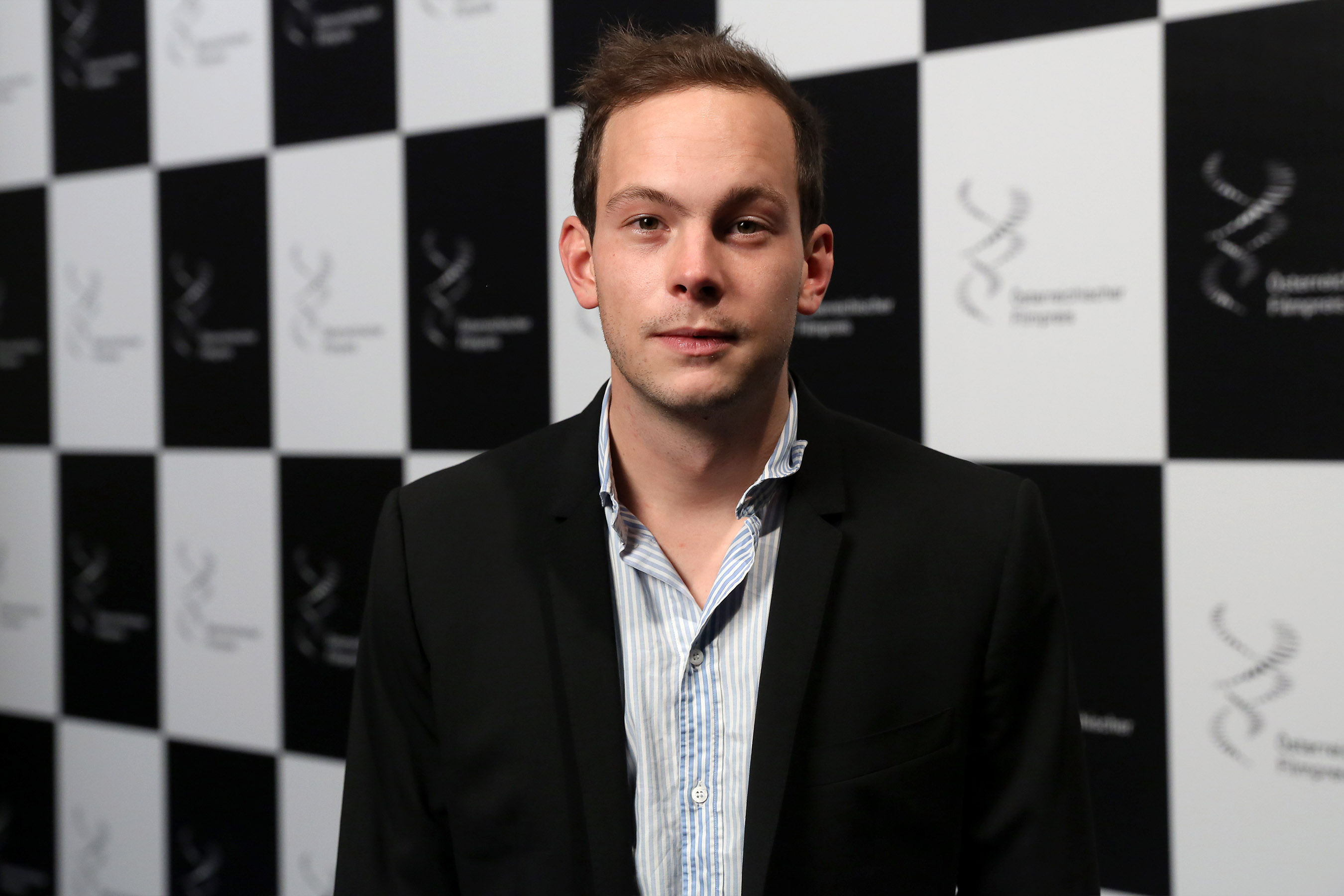
Florian Pochlatko

### Beste weibliche Darstellerin

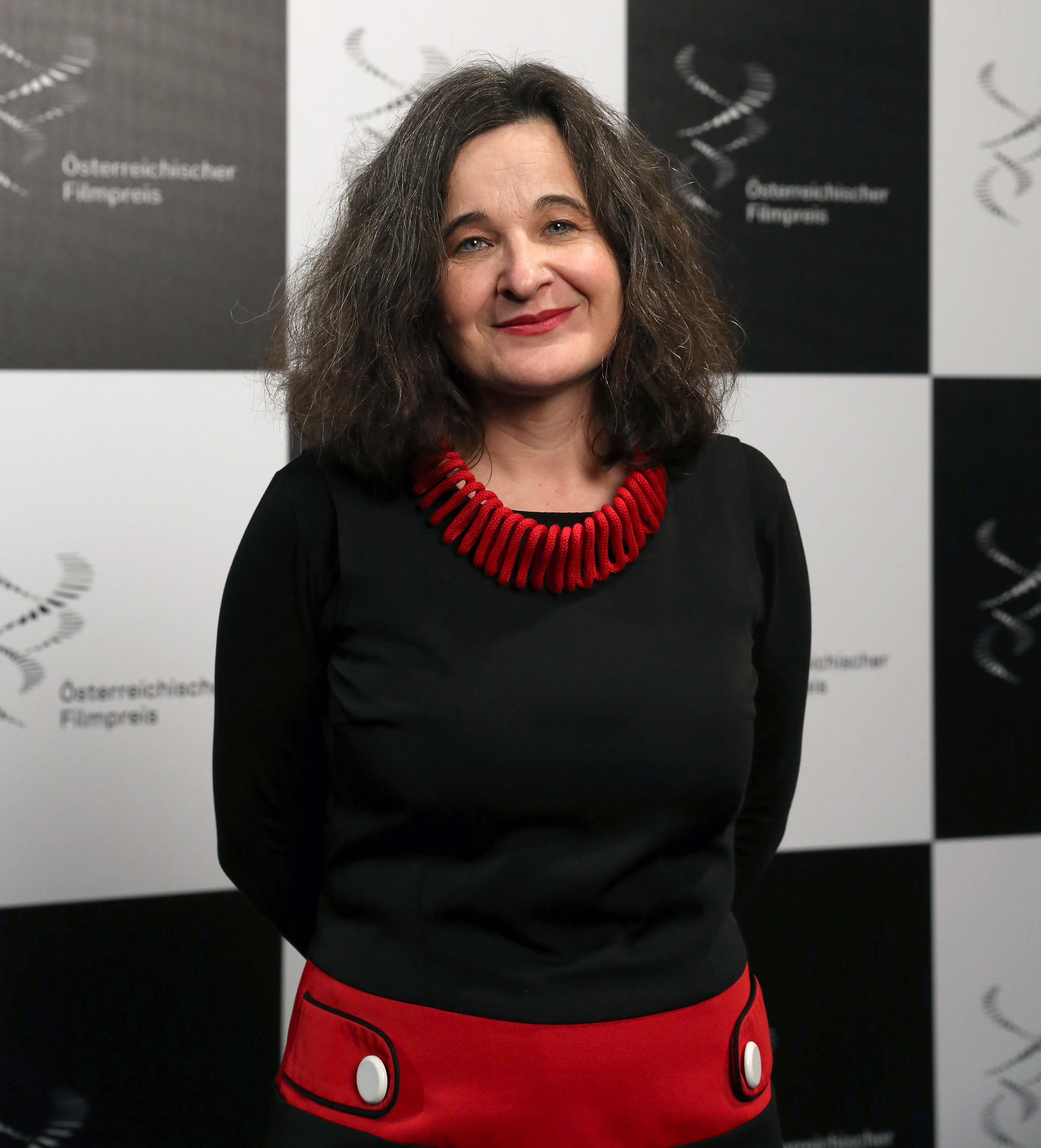
Maria Hofstätter

- Maria Hofstätter in Paradies: Glaube
  - Natalie Press in Where I Belong 
  - Ursula Strauss in Oktober November

### Bester männlicher Darsteller
- Gerhard Liebmann in Blutgletscher
  - Klaus Maria Brandauer in Der Fall Wilhelm Reich (The Strange Case of Wilhelm Reich)
  - Abdulkadir Tuncer in Deine Schönheit ist nichts wert

### Beste Regie
- Hüseyin Tabak für Deine Schönheit ist nichts wert
  - Katharina Mückstein für Talea
  - Götz Spielmann für Oktober November

### Bestes Drehbuch
- Hüseyin Tabak für Deine Schönheit ist nichts wert
  - Selina Gnos und Katharina Mückstein für Talea
  - Daniel Hoesl für Soldate Jeannette

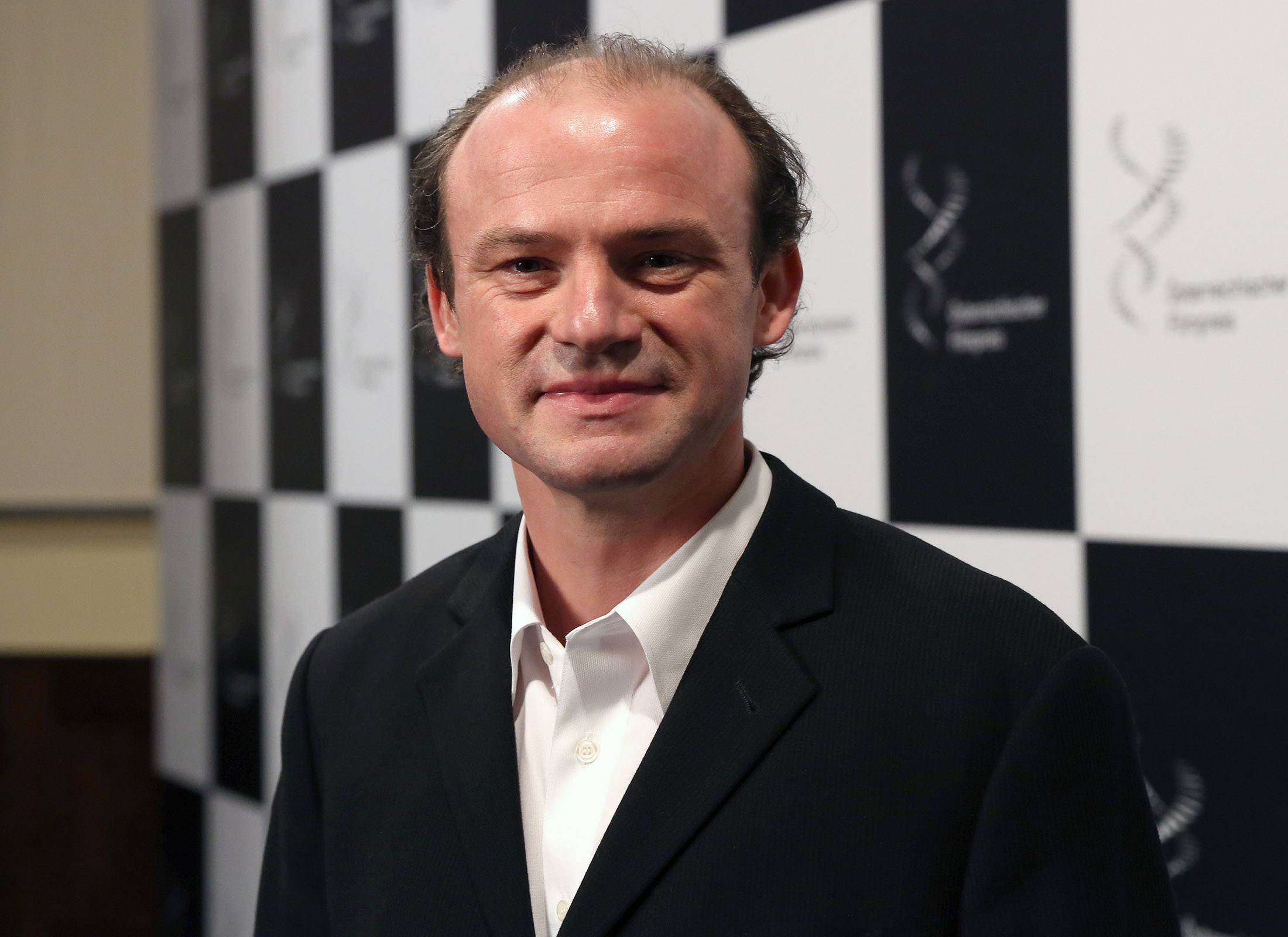
Gerhard Liebmann
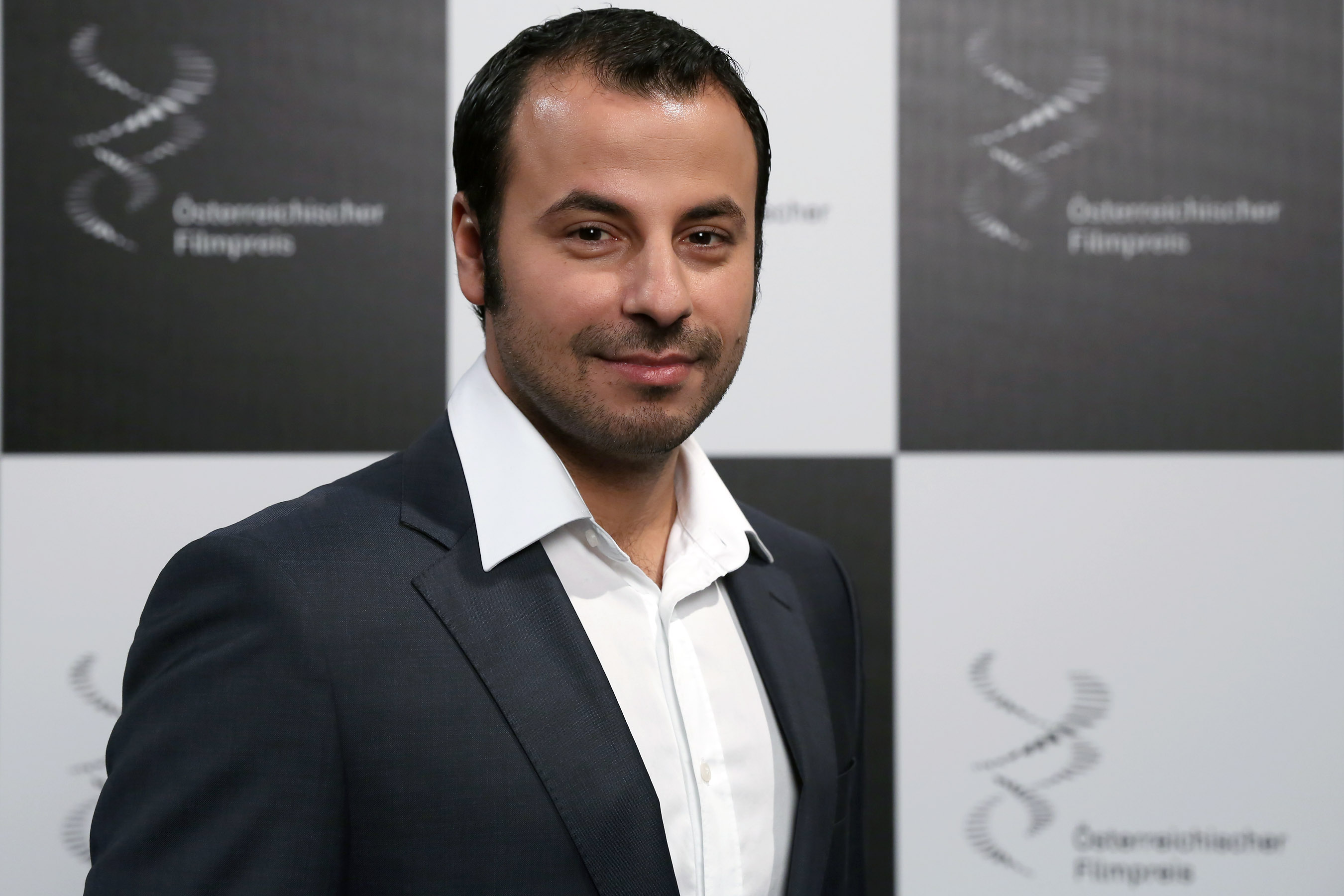
Hüseyin Tabak

### Beste Kamera

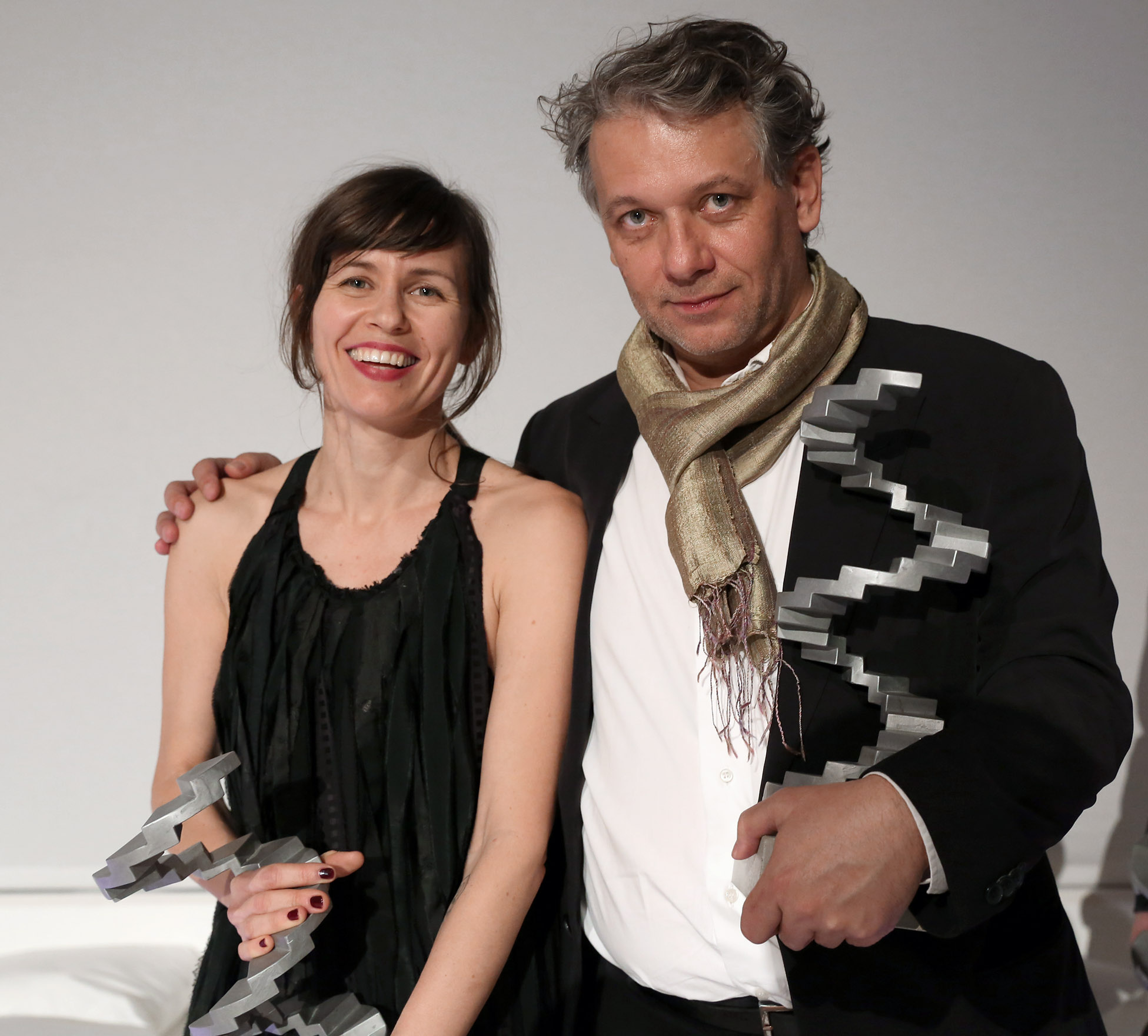
Julia Cepp und Jerzy Palacz

- Jerzy Palacz – Shirley – Visionen der Realität
  - Martin Gschlacht – Oktober November
  - Martin Putz – Die 727 Tage ohne Karamo

### Bestes Kostümbild
- Julia Cepp – Shirley – Visionen der Realität
  - Tanja Hausner – Der Fall Wilhelm Reich (The Strange Case of Wilhelm Reich)
  - Natalie Humphries – Where I belong

### Beste Maske
- Susanne Weichesmiller und Roman Braunhofer – Blutgletscher
  - Sam Dopona – Der Fall Wilhelm Reich (The Strange Case of Wilhelm Reich)
  - Michaela Haag – Shirley – Visionen der Realität

### Beste Musik
- Judit Varga – Deine Schönheit ist nichts wert
  - Christian Fennesz und David Sylvian – Shirley – Visionen der Realität
  - Bernd Jungmair und Stefan Jungmair – Der Fall Wilhelm Reich (The Strange Case of Wilhelm Reich)

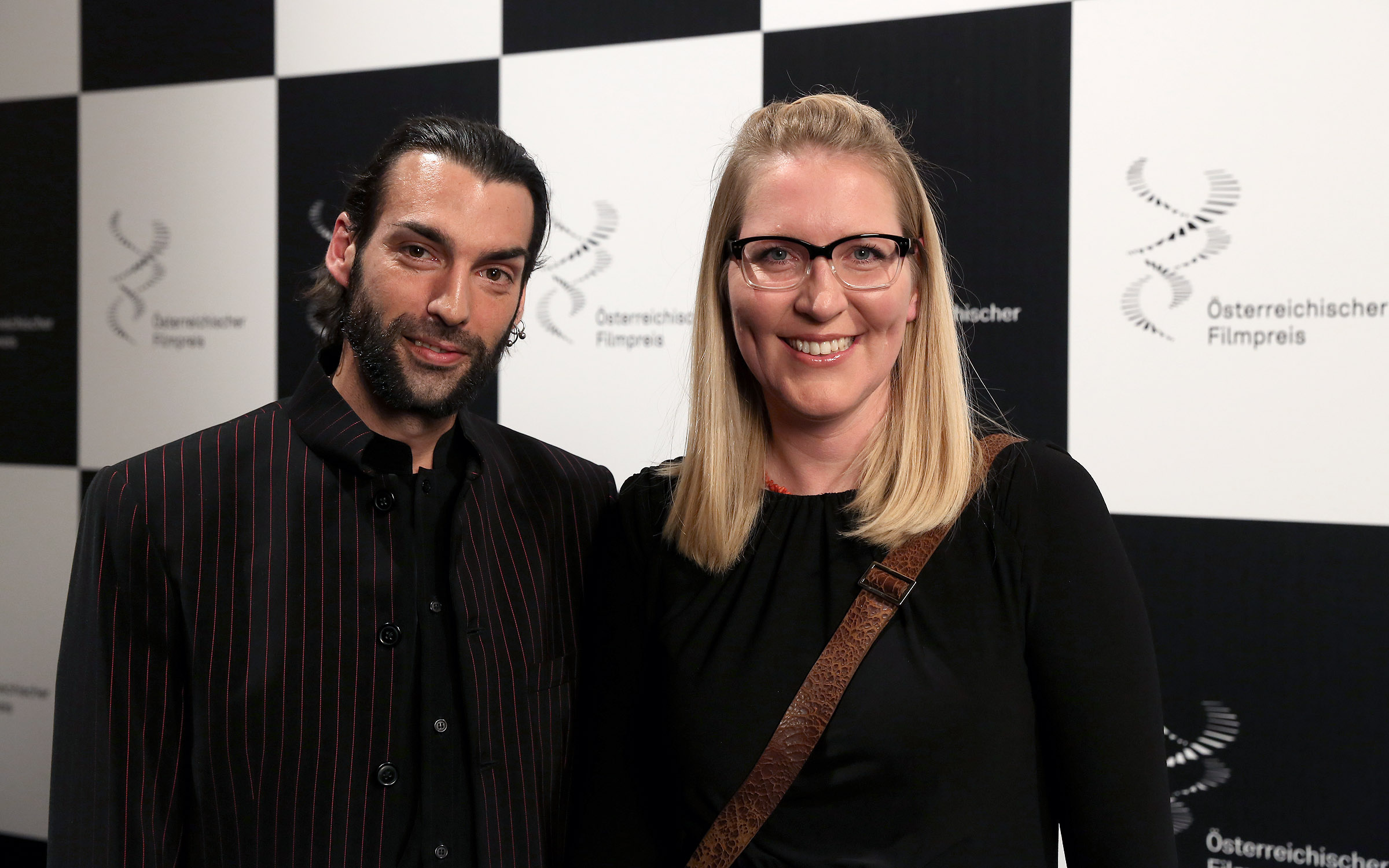
Susanne Weichesmiller und Roman Braunhofer
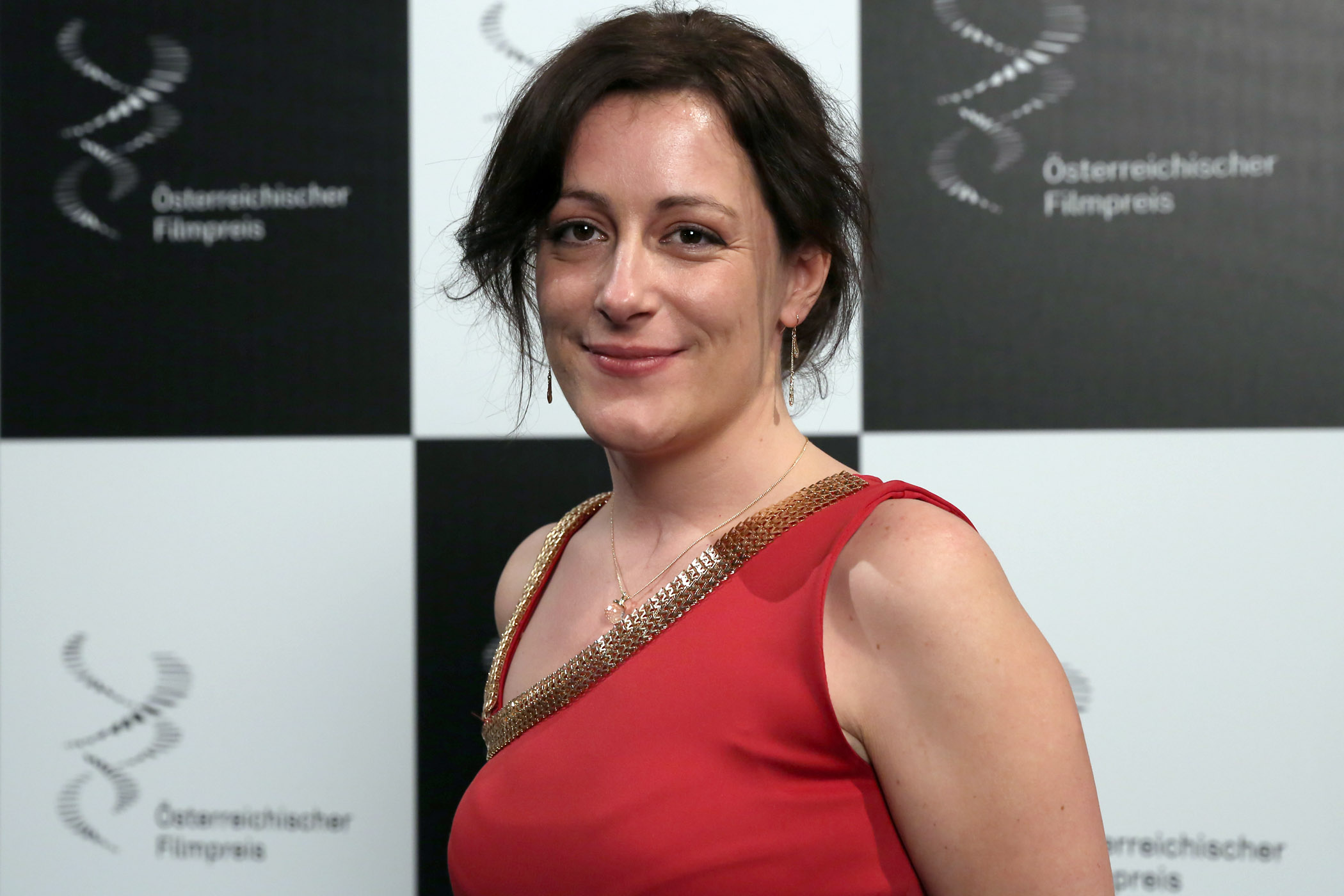
Judit Varga
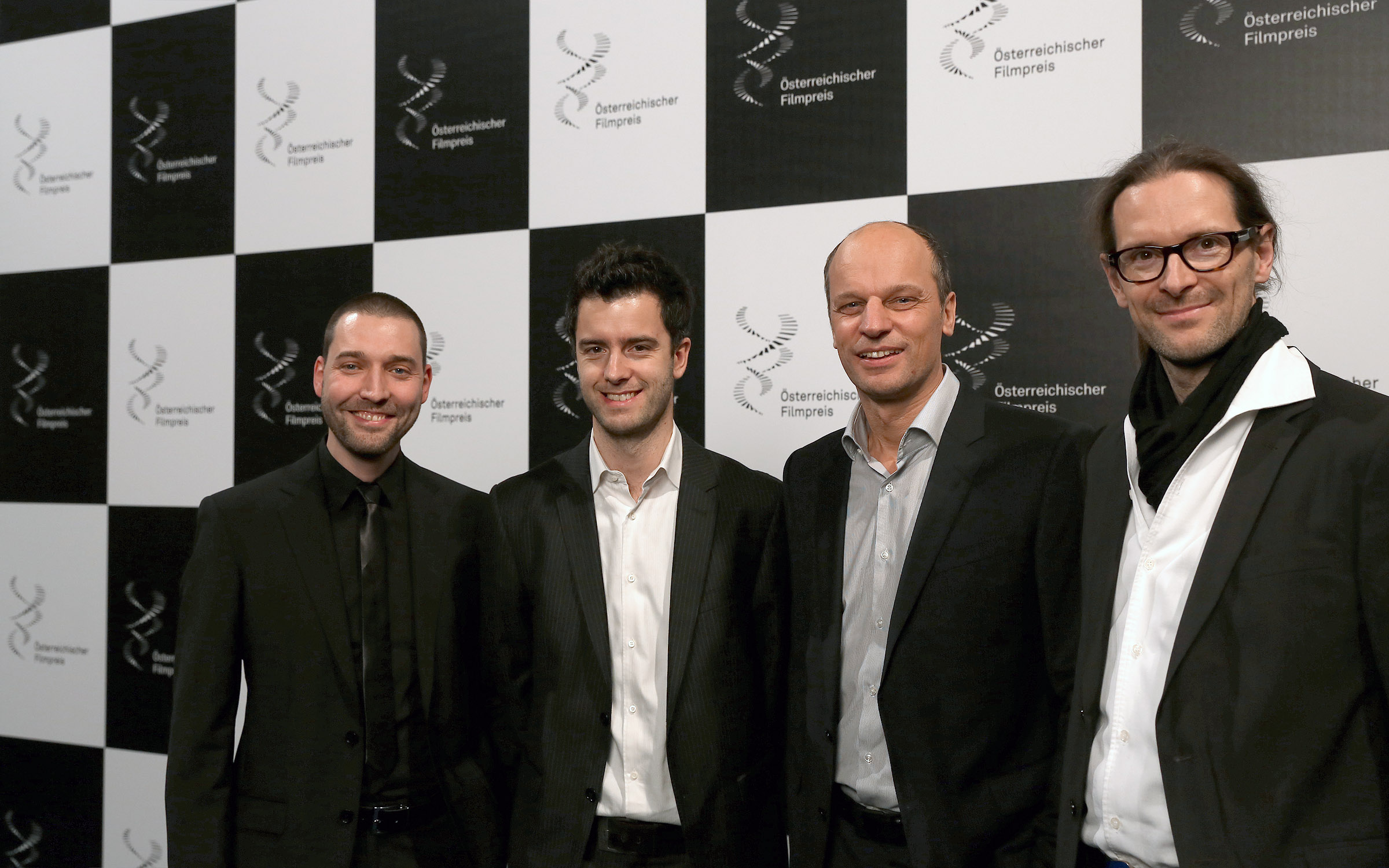
Philipp Kemptner, Nils Kirchhoff, Dietmar Zuson und Bernhard Maisch

### Bester Schnitt
- Oliver Neumann – Meine keine Familie
  - Emily Artmann – Population Boom
  - Daniel Prochaska – Blutgletscher

### Bestes Szenenbild

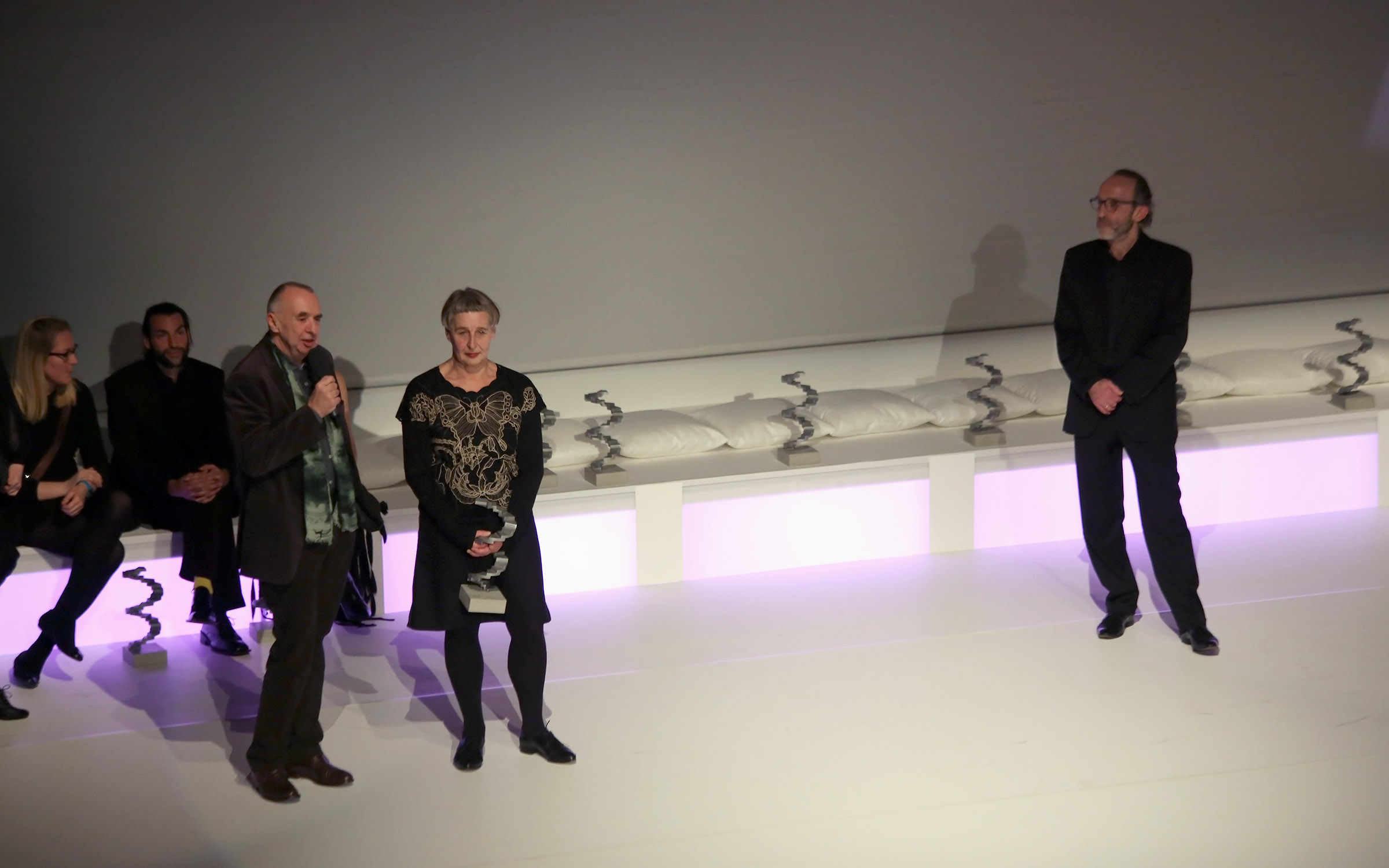
Gustav Deutsch und Hanna Schimek

- Gustav Deutsch und Hanna Schimek – Shirley – Visionen der Realität
  - Christoph Kanter – Ludwig II.
  - Katharina Wöppermann – Der Fall Wilhelm Reich (The Strange Case of Wilhelm Reich)

### Beste Tongestaltung
- Dietmar Zuson, Nils Kirchhoff, Philipp Kemptner und Bernhard Maisch – Blutgletscher
  - Hjalti Bager-Jonathansson, Veronika Hlawatsch und Alexander Koller – Die 727 Tage ohne Karamo
  - Heinz K. Ebner, Bernhard Bamberger und Bernhard Maisch – Oktober November